# Pteronymia ticida
Pteronymia ticida är en fjärilsart som beskrevs av William Chapman Hewitson 1869. Pteronymia ticida ingår i släktet Pteronymia och familjen praktfjärilar. Inga underarter finns listade.

## Bildgalleri

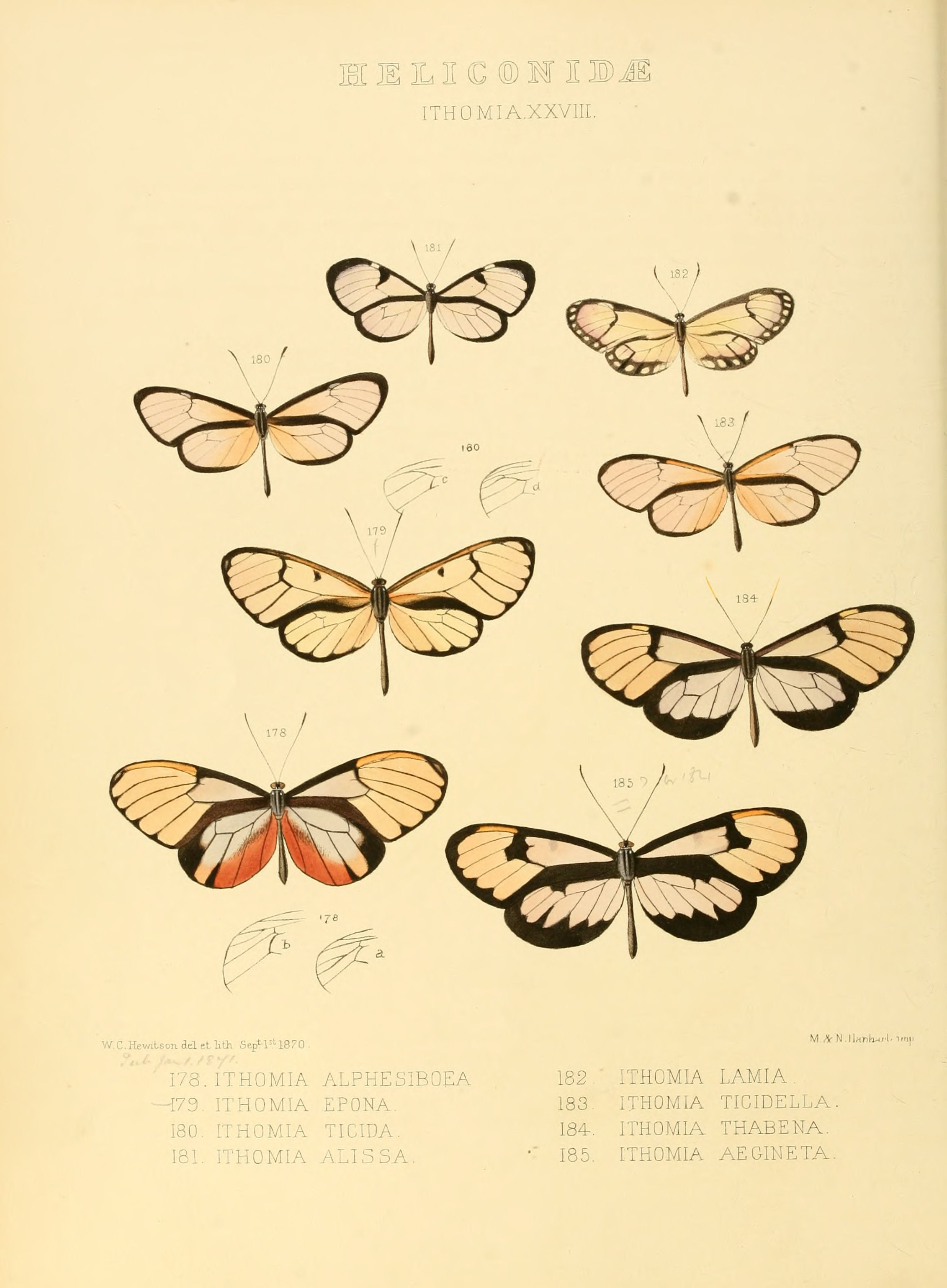